# Brod (prehod)
Bród je kraj, kjer je voda tako plitva, da se da bresti. Brod je naravna ali umetna plitvina. Umetna plitvina lahko nadomesti dražji most, razen v času povodnji. 
Danes so bródi v navadi le za prehode čez potoke in stranske ceste, nekoč pa so bile take plitvine pomembne tudi na večjih rekah. Veliko je krajev, ki so poimenovani kot brod, kar v slovenščini pomeni lahko tudi prehod s splavom ali čolnom (glej brod). V angleščini pomeni ford samo brod – plitvino – in je sestavina številnih imen, na primer Stratford, Oxford; podobno v nemščini furt tvori imena kot Erfurt, Frankfurt, Klagenfurt, Oxenfurt, Schweinfurt. 
Čeprav je v hrvaščini in srbščini brod privzel drugi pomen (za razliko od ruščine, kjer pomeni samo plitvino), so krajevna imena povezana s prečenjem rek, večinoma na plitvinah.
Primeri slovanskih krajevnih imen:
- Brod, Bohinj
- Brod, Ljubljana
- Brod v Podbočju
- Brod na Kolpi (Brod na Kupi)
- Makedonski Brod
- Slavonski Brod
- Bosanski Brod
- Brody
- Havlíčkův Brod